# 伊藤文學
伊藤 文學（いとう ぶんがく、Bungaku Ito、1932年3月19日 – ）は、日本の実業家、雑誌編集者、作家、歌人。
日本初の商業ベースの同性愛雑誌『薔薇族』創刊者・編集長。第二書房代表取締役社長、ロマンの泉美術館館長。
男性同性愛者のためのゲイ雑誌刊行により、全国の書店に置くことで「同性愛者の存在を可視化」させ、社会的少数者は「自分だけではない」と明確に分かるようになる。雑誌の投稿欄、読者座談会やカフェ開業など交流の場を設け、コミュニティ作りに尽力。「薔薇族」「百合族」を命名。『薔薇族』編集長を40年間務めた。

## 来歴

### 生い立ち
東京府に生まれる。荏原小学校代沢分教場（世田谷区立代沢小学校）、世田谷中学校・高等学校を経て、駒澤大学文学部国文科を卒業。学生時代は短歌に熱中し、歌誌「白路」に参加。森本治吉の指導を受けた。大学歌人会を興し、早稲田大学の篠弘、東京大学の中西進、慶應義塾大学の岡井隆らと交流をもつ。1953年、歌集「渦」を発表。

### 第二書房に参加
大学卒業後、不景気で他の出版社に就職が困難だったために父・伊藤禱一が創立した第二書房に入社し、出版のノウハウを学ぶ。父・禱一の企画する出版物は短歌集や詩集が多く、特に原爆詩集である『広島』、戦犯歌集の『巣鴨』、基地歌集の『内灘』の三部作が高く評価されたが、評判の割に売り上げは芳しくなかったという。
1956年、その前年に夜行列車の中で知り合った川島君子（後の伊藤ミカ）と自宅兼事務所にて同棲を始める。1958年に結婚。
1961年の暮れ、末の妹の伊藤紀子が心臓発作で入院、僧帽弁閉鎖不全症と診断される。翌1962年8月9日にようやくベッドが空き、入院するが、このとき伊藤は朝日新聞の「読者のひろば」に投稿し、難病と闘う妹のために励ましの手紙を募った。この投稿により病室には連日手紙の束が届けられるようになり、その中には後に紀子の夫となる草薙実からのものもあった。同年11月、妹と同じ病室に入院することになったファロー四徴症の5歳の男の子、芳っちゃんと知り合い、交流する。これは子供用の病室が満室だったためである。1962年12月には紀子の手術が成功。
1962年、性について描写した本が一般書店に並ぶようになったことを背景に、セックスを題材とした新書シリーズ「ナイト・ブックス」を企画。これは武野藤介、清水正二郎（胡桃沢耕史）などの人気作家を執筆陣に擁し、計60冊以上が刊行される人気シリーズに成長した。このことから伊藤は「小さい出版社が生き残るにはエロ本しかない」という結論に達した。
1963年1月25日、芳っちゃんが手術の結果、死亡する。深く悲しんだ伊藤は心臓病患者たちとの交流を描いたノンフィクション『ぼくどうして涙がでるの』の原稿を執筆し始める。最初の版は第二書房より、妹・伊藤紀子との共著で1965年1月25日、芳っちゃんの命日に出版された。この本は朝日新聞で紹介された結果、他のメディアでも紹介されて評判が高まり、10万部を売り上げるベストセラーとなった。同年秋には日活で映画化もされ、心臓病の啓蒙に大きく貢献した。
1965年、秋山正美の持ち込み原稿に『ひとりぼっちの性生活—孤独に生きる日々のために』とタイトルを付けて出版。内容は、科学的な見地から正しい自慰行為の方法を説明するもので、当時においては画期的だという判断であった。これは「11PM」や雑誌で取り上げられ、数万部が売れるヒット作となった。これを皮切りに『ひとりぼっちの愛情—孤独な女性の性生活』『ひとりぼっちの性の告白—このモヤモヤをみんなで考える』（共に1966年）など、「ひとりぼっちシリーズ」を次々と出版。このとき、実験的に読者から質問や相談を直接受け付けていた伊藤は、同性を想って自慰行為をするという読者からの手紙を読み、日本の同性愛者が直面する問題に注目し始める。
1968年7月、男性同性愛者向けに『ホモテクニック—男と男の性生活』（秋山正美・著）を刊行。同性愛は当時は社会的に認められないジャンルであり、新聞広告を出すこともできず、取次店に頼んで書店の店頭に置いてもらうだけの出版であった。しかし同書は第二書房の創立以来、売り上げ上位3位に入るヒットとなった。競争相手のいない同性愛という分野であったため、伊藤は次々と同性愛関連のルポルタージュ、小説等を出版し、実績を上げる。
1970年1月11日、妻の伊藤ミカが自宅にて、一酸化炭素中毒で事故死を遂げる。同年11月に再婚。再婚相手に気を使ってミカの日記や舞台衣装は他人に預けたため、伊藤がミカの資料を取り戻し、伝記を執筆できるようになるのは30数年後である。

### 『薔薇族』創刊
1971年3月に刊行した農上輝樹『続・薔薇の告白』の巻末において「刊行者の言葉」として、「きみとぼくの雑誌『薔薇』」を制作すると発表。これを見た藤田竜と間宮浩が伊藤にコンタクトし、協力を表明する。伊藤が同性愛者ではないのに対し、この2人はスポーツマンタイプの男性が好きな同性愛者で、ゲイの中でもマジョリティとされるタイプだったため、雑誌の方向性をポピュラーな方向に持って行くことができたという。
1971年7月30日、日本初の商業ベースの同性愛雑誌『薔薇族』創刊号が発売。表紙イラストは内藤ルネのパートナーであった藤田竜が担当。内容は同性愛者である男性向け情報・エンターテインメントを中心とするが、同時に社会的少数者としての同性愛者の立場を世間に訴え、差別や偏見を無くそうという意図があった。創刊号は1万部がほぼ完売する売れ行きとなった他、週刊誌やスポーツ新聞でも取り上げられ、話題となった。読者の反響も大きく、次号の発行を催促する手紙や電話が第二書房に次々と入った。
しかし第2号にあたる1972年11月号では、グラビア写真に男性の陰毛が写っていたため猥褻とされ、警視庁に出頭を要請される。伊藤は不安だったが、結果は始末書を取られたのみであった。
1975年、今度は4月号に掲載された長編小説『男色西遊記』（嵐万作作）の第1回が猥褻すぎると判断されて同年の2月号と4月号が発禁処分となり、警視庁保安第一課によって編集部が家宅捜索を受けた。『男色西遊記』は原稿が1000枚に及ぶ長編小説で、挿絵は藤田竜が陳湖大の名義で担当していた。既に嵐は全編を完成させており、伊藤は「出版すればベストセラーになったかもしれない」と高く評価する一方、内容の際どさから「発禁も仕方ない」とも述べている。東京新聞やNHKにも報道される事件となり、伊藤は別の編集員と共に制作者である嵐と陳湖大（藤田）らと再び警視庁に出頭した。さらに70歳になっていた父・伊藤禱一や編集を手伝っていた伊藤の実姉も任意同行という形で警察から事情聴取を受ける騒動となった。伊藤は取り調べを担当した警視庁は聴取を取調室ではなく試写室を使ってくれたり、終始穏当な姿勢で接してくれたと回想している。後日、検察庁の取調べを受け、検事から「裁判より罰金を受け入れた方がよい」との助言をされた事もあって言論の自由を巡る法廷闘争は行わず、罰金30万円の略式手続で決着となった。厳密には伊藤が20万円、嵐が10万円の分担であったが、全額を伊藤が支払ったという。
しかし皮肉な事に発禁処分を巡る話題がかえって『薔薇族』の知名度を高め、刷部数は一層に増加して経営状態は安定した。1973年4月、木造2階建てだった自宅兼事務所を、鉄筋の3階建てに建て替える。3階は大広間になっていて会合を開くことができ、第1回『薔薇族』読者の会合には約150人が集まった。同年12月、妹の草薙紀子（旧姓：伊藤）が2度目の心臓手術の結果、死去。書籍『ぼくどうして涙がでるの』は翌1974年より改版され、病床での最後の日々の日記と、書き下ろし「妹よやすらかに」が追加された。
1974年、隔月誌であった『薔薇族』の月刊化を決定。かねてよりの構想であったが、決断のきっかけは『薔薇族』の編集をしばらくの間手伝っていた南定四郎が、独自のゲイ雑誌（後の『アドン』）を創刊しようとしていたため、対抗する必要を感じたためであった。また、これを契機に伊藤は第二書房の出版業を『薔薇族』のみに集中するようになる。1976年、『薔薇族』読者が集まることのできる社交場として、靖国通りにカフェ「祭」を開業。伊藤自身の予想に反して盛況となる。
1981年春よりゲイ向けビデオに進出し、同年8月22日に『青春体験シリーズ　少年・純の夏』（30分1万8千円）、9月22日に『薔薇と海と太陽と』の2作品を販売。後者は60分で3万2千円と高価だったが、売れ行きは好調で、翌年東映セントラルで全国配給された。ゲイ向け出版物同様に、他に競合する企業がなかったための成功であると伊藤は分析している。この時使用された「薔薇族映画」という名前はジャンル名として定着し、ゲイ映画全般を指す単語として使われるようになる。
1982年から1987年にかけて山川純一が持ち込んだゲイ漫画が『薔薇族』に掲載される。しかし伊藤以外の編集部員は山川の作風を嫌っていたため、伊藤も最終的には『薔薇族』本誌に山川の作品を掲載できなくなる。伊藤は掲載できなくなっても、他に収入のなさそうな山川の身を案じて原稿料を支払い続けたが、山川は事情を察して姿を消した。
1993年、新潟県西蒲原郡弥彦村にロマンの泉美術館を開館、館長となる。

### 『薔薇族』休刊と復刊
インターネットの普及に伴い『薔薇族』は売れ行きが悪くなり、ついに2004年9月に発行された11月号（第382号）をもって休刊となる。予告のない、突然の最終号であったが、これは多額の負債を抱える第二書房に対し、取引先がこれ以上の出版を認めなかったためである。伊藤は出版社を変え2005年4月に復刊を果たすも、同年11月には再び休刊。収入源を断たれたため、2005年12月にはロマンの泉美術館が閉館を余儀なくされる。また2007年2月には抵当に入っていた自社ビルの所有権を失うが、この立ち退きの際、山川純一が持ち込んだものの掲載されなかった作品4篇が発見され、再復刊後の『薔薇族』で発表されることになる。
2006年3月、ロマンの泉美術館を株式会社ヨネカが引き継ぎ、再オープンを果たす。この際、再び館長に返り咲く。同年7月、ナビゲイターより『薔薇族』が再復刊されるが第1号が出版された時点で担当者が夜逃げし、再休刊となる。2007年4月には友人知己のカンパにより、第二書房より3度目の復刊を果たすが、部数が伸びず、通巻398号となる2008年秋号において伊藤の「勇退宣言」が掲載された。この際、副編集長の竜超が、切りのいいところで終わろうと提案、通巻400号を最終号とすることを宣言する。なお、再復刊後は発行400部、実売100部以下とのことである。
2009年5月31日、ロマンの泉美術館が、経営を引き継いだヨネカの赤字により再び閉館。
2009年6月、先妻・伊藤ミカの伝記的ノンフィクション『裸の女房—60年代を疾風のごとく駆け抜けた前衛舞踊家・伊藤ミカ』が彩流社より刊行された。しかしながら、同時期に刊行予定であった新書版『ぼくどうして涙がでるの』は出版社の都合により取り止めとなった。
2011年7月、副編集長であった竜超が2代目編集長に就任し通巻400号を刊行。伊藤が編集長を勇退し、以降、竜超により『薔薇族』を継続することが決定した。
2013年12月、『ぼくどうして涙がでるの』がスペースシャワーネットワークより復刊。

## 論争
- 同性婚には否定的で、女性との結婚を勧めていたことから[34]、当事者のゲイと幾度か論争になっている。1981年にはJGC（ジャパン・ゲイ・センター）の機関紙「CHANGE」（1981年8月号）が、「拝啓　伊藤文學殿」と題して伊藤の女性との結婚を勧める発言を批判。伊藤は薔薇族同年12月号で結婚に関する考えを述べている。
- 1994年に創刊されたゲイ雑誌「Badi」も伊藤が新たに行った同性婚をあからさまに否定した発言を取り上げ批判した。後に伊藤は同性婚否定発言を撤回している[35]。
- 東郷健は同性愛者の問題は当事者が担うべきという立場から、異性愛者の伊藤が同性愛者を食い物にしていると批判していた[36][37]。

## 人物・エピソード
- 同性愛者（ゲイ）ではなく、異性愛者（ストレート、ノンケ）である。
- 趣味は西洋アンティークや古着の収集[38]。ロマンの泉美術館を設立。同館での蔵書票の展示などにも携わった。
- 出版取次会社を通して全国の書店に並べるために、苦労して雑誌コードを取った。ただしそれまでになかった分野のため、間違って園芸書籍コーナーに並べる書店もあった。
- 「薔薇族」創刊号は1万部がほぼ完売し、地方では手を尽くして探し求めた人もいた。
- 「薔薇族」に原稿用紙を添付することで読者の投稿を促した。それを後発の雑誌がみな真似した。
- 誌名は最初「薔薇」の2文字にしようとしたが、商標登録の関係で不可になり、暴走族やカミナリ族のように「～族」に決めた。
- 読者座談会や自宅を開放した会合、カフェ開業など交流の場を設けるように務めた。また、電話相談室を開設し悩みなどの相談にものった[39]。

## 著書
歌集
- 『歌集　渦』（大學歌人会叢書、1953年）序文: 中西進（のちに復刻）
- 『歌集 靴下と女』（銅林社、1993年）

ノンフィクション作品
- 『ぼくどうして涙がでるの』（妹・伊藤紀子と共著、第二書房、1965年）
  - 2013年12月、スペースシャワーネットワークより復刊
- 『裸の女房－60年代を疾風のごとく駆け抜けた前衛舞踊家・伊藤ミカ』（彩流社、2009年6月）ISBN 978-4-779-11434-2

その他
- 『心が破けてしまいそう－親・兄妹にも言えないこの苦しみはなんだ 『ローズブックス』』（光風社書店、1978年3月）
- 『「薔薇族」編集長 奮戦記 心ある人にはわかってほしい』（第二書房、1986年）
- 『薔薇を散らせはしまい－「薔薇族」と共に歩んだ22年』（批評社、1993年）
- 『扉を開けたら ロマンの泉美術館物語』（ロマンの泉美術館、1994年）
- 『薔薇ひらく日を－「薔薇族」と共に歩んだ30年』（第二書房、2001年）
- 『編集長「秘話」』（文春ネスコ、2001年）
  - 『「薔薇族」編集長』（幻冬舎アウトロー文庫、2006年）
- 『「薔薇族」の人びと－その素顔と舞台裏』（河出書房新社、2006年）ISBN 978-4-309-01769-3
- 『薔薇よ永遠に－薔薇族編集長35年の闘い』（九天社、2006年）ISBN 4-86167-114-0
- 『やらないか!－「薔薇族」編集長による極私的ゲイ文化史論』（彩流社、2010年11月 ）ISBN 978-4-779-11582-0

## 家族
- 祖父・伊藤富士雄 - 救世軍士官で廃娼運動（女郎の解放運動）を行った[40][41]
- 父・伊藤禱一 - 第二書房創立者
- 末の妹・伊藤紀子（後に草薙紀子） - ノンフィクション物語『限りある日を愛に生きて』『ぼくどうして涙がでるの』に登場する
- 先妻・伊藤ミカ - 前衛舞踏家